# Isfana
Isfana (kirgiziska: Исфана)  är en stad som utgör huvudort i distriktet Leilek i provinsen Batken i sydvästra Kirgizistan. Orten ligger cirka 500 kilometer sydväst om huvudstaden Bisjkek på en höjd av 1 302 meter över havet och antalet invånare 2015 var 16 952.

## Geografi
Terrängen runt Isfana är varierad. Runt Isfana är det ganska glesbefolkat, med 29 invånare per kvadratkilometer. Isfana är det största samhället i trakten. Trakten runt Isfana består i huvudsak av gräsmarker.